# Han-Hsien International Hotel
Han-Hsien International Hotel, auch Linden Hotel (chinesisch 寒軒國際大飯店, Pinyin Hán xuān guójì dà fàndiàn), ist ein 42-stöckiger Wolkenkratzer im Lingya, Kaohsiung, Taiwan. Das Han-Hsien International Hotel hat eine strukturelle Höhe von 160,3 Metern.
Der Wolkenkratzer wurde vom taiwanischen Architekt Kris Yao entworfen. Han-Hsien International Hotel ist das sechsthöchste in Kaohsiung. Die Höhe des Gebäudes beträgt 160,3 m, die Grundfläche beträgt 69.815 m² und es umfasst 42 oberirdische Stockwerke. Es wurde Anfang 1994 fertiggestellt.